# Espace urbain de Granville-Avranches
 (mai 2023).
L’espace urbain de Granville-Avranches est un espace urbain français constitué [Quand ?] autour des villes de Granville et d’Avranches dans le département de la Manche. Par la population, c'est le  52e(numéro INSEE : 3B) des 96 espaces urbains français. En 1999, sa population était de 51 303  habitants sur une superficie de 354,75 km2.

## Caractéristiques
Dans les limites définies en 1999 par l'INSEE, l'espace urbain de Granville-Avranches un espace urbain multipolaire composé de deux aires urbaines et de 12 communes rurales multipolarisées. Il comprend au total 43 communes.

## Tableau synthétique de l’espace urbain de Granville-Avranches
| Secteurs (Données 1999)  | Aires                    | Nombre de communes | Population | Superficie (km²) | Densité (hab./km²) |
| ------------------------ | ------------------------ | ------------------ | ---------- | ---------------- | ------------------ |
| Aires urbaines           | Granville                | 15                 | 28 648     | 144,82           | 197,82             |
| Aires urbaines           | Avranches                | 16                 | 17 819     | 107,48           | 165,79             |
| Aires urbaines           | sous-total               | 31                 | 46 467     | 252,3            | 184,17             |
| Communes multipolarisées | Communes multipolarisées | 12                 | 4836       | 102,45           | 47,20              |
| Total                    | Total                    | 43                 | 51 303     | 354,75           | 144,62             |

## Les communes multipolarisées
CR : commune rurale.
| Code INSEE | Commune                    | Type | Département | Population (1999) | Superficie (km²) | Densité (hab./km²) |
| ---------- | -------------------------- | ---- | ----------- | ----------------- | ---------------- | ------------------ |
|            | Bacilly                    | CR   | Manche      | 670               | 15,88            | 42                 |
|            | Champcervon                | CR   | Manche      | 157               | 5,53             | 27,89              |
|            | Champcey                   | CR   | Manche      | 149               | 3,24             | 45,99              |
|            | Champeaux                  | CR   | Manche      | 320               | 4,29             | 74,59              |
|            | Folligny                   | CR   | Manche      | 777               | 11,8             | 65,85              |
|            | La Meurdraquière           | CR   | Manche      | 145               | 7,6              | 19,08              |
|            | La Rochelle-Normande       | CR   | Manche      | 254               | 7,53             | 33,73              |
|            | Le Loreur                  | CR   | Manche      | 177               | 3,23             | 54,8               |
|            | Lolif                      | CR   | Manche      | 522               | 12,5             | 41,76              |
|            | Montviron                  | CR   | Manche      | 265               | 5,91             | 44,84              |
|            | Saint-Quentin-sur-le-Homme | CR   | Manche      | 1 090             | 16,84            | 64,73              |
|            | Subligny                   | CR   | Manche      | 310               | 8                | 38,75              |